# Flughafen Saint John

i7
i11
i13
Der Saint John Airport (IATA-Flughafencode: YSJ; ICAO-Flughafencode: CYSJ) ist ein regionaler Flughafen im Süden der kanadischen Provinz New Brunswick.
Er befindet sich ostnordöstlich des Stadtzentrums von Saint John. Unmittelbar nördlich des Flughafens verläuft die New Brunswick Route 111. Die Bay of Fundy liegt etwa 15 Kilometer südlich.
Der Flughafen befindet sich im Eigentum von Transport Canada und ist ein Platz des National Airports Systems. Betrieben wird er von der „Saint John Airport Inc.“. Durch Nav Canada wird der Flughafen als Airport of Entry klassifiziert und es sind dort Beamte der Canada Border Services Agency (CBSA) stationiert, damit ist hier eine Einreise aus dem Ausland zulässig.

## Geschichte
Der Flughafen Saint John wurde am 8. Januar 1952 offiziell eröffnet. Allerdings fand dort schon vor der offiziellen Eröffnung Flugverkehr statt, darunter mindestens ein Linienflug.

## Infrastruktur

### Start- und Landebahnen
Der Flughafen verfügt über zwei, nahezu rechtwinkelig zueinander gelegene, asphaltierte Start- bzw. Landebahnen:
- Bahn 05/23, Länge 2195 m, Breite 45 m, Asphalt
- Bahn 14/32, Länge 1554 m, Breite 45 m, Asphalt

### Terminals
Der Flughafen hat für die Abfertigung ein Abfertigungsgebäude nördlich der Bahn 14/32.

## Fluggesellschaften und Ziele
Der Flughafen wird von den Fluggesellschaften Air Canada Express und Flair Airlines im Linienbetrieb genutzt. In der Regel werden Ziele im Westen Kanadas angeflogen.

## Zwischenfälle
- Am 2. Februar 1976 wurde eine Douglas DC-3/C-49J der kanadischen Atlantic Central Airlines (Luftfahrzeugkennzeichen CF-HPM) auf dem Flughafen Saint John bei einem Gewittersturm zerstört. Das Heck wurde mit solcher Wucht angehoben, dass der Pilotensitz bis auf den Boden durchgedrückt wurde. Außerdem wurde die DC-3 in einige Piasecki H-21-Hubschrauber geschoben. Personen kamen nicht zu Schaden.[4]

Andere Totalschäden auf dem Flughafen sind nicht bekannt.